# Adetus lherminieri
Adetus lherminieri är en skalbaggsart som beskrevs av Edmond Jean-Baptiste Fleutiaux och Sallé 1889. Adetus lherminieri ingår i släktet Adetus och familjen långhorningar.
Artens utbredningsområde är:
- Guadeloupe.
- Montserrat.
- Martinique.

Inga underarter finns listade i Catalogue of Life.